# Asymmetrarcha
Asymmetrarcha is een geslacht van vlinders van de familie bladrollers (Tortricidae), uit de onderfamilie Olethreutinae.

## Soorten
- A. iograpta (Meyrick, 1907)
- A. metallicana Kuznetsov, 1992
- A. thaiensis Kawabe, 1989
- A. torquens Diakonoff, 1973
- A. xenopa Diakonoff, 1973